# Mircino
Mircino (en griego, Μύρκινος) era una antigua ciudad que controlaba la ruta costera de Tracia, situada junto al río Estrimón a unos pocos kilómetros al norte de Anfípolis. La ciudad estaba en el territorio de los tracios edones, pero el rey persa Darío I concedió ese territorio a Histieo de Mileto, que fundó y fortificó la ciudad.
Aristágoras de Mileto trató de establecerse en Mircino hacia el 497 a. C., pero murió luchando contra los edones. 
Era una zona rica en madera, oro y plata.
La importancia económica y estratégica del lugar era considerable. De ahí los intentos de los atenienses por asegurarse el control de la zona en 476 - 475 a. C. y 465 - 464 a. C., y que concluyeron con la fundación de Anfípolis en la desembocadura del Estrimón.
En el año 424 a. C., durante la guerra del Peloponeso, los habitantes de Mircino apoyaron a los espartanos comandados por Brásidas en su campaña por Tracia.